# Нікопольська СЕС
Нікопольська сонячна електростанція — фотоелектрична сонячна електростанція розташована на території відпрацьованого кар'єру — ділянці, яка непридатна для ведення сільського господарства поблизу села Старозаводське на Дніпропетровщині. Збудована ДТЕК у кооперації із China Machinery Engineering Company (CMEC). Угода була підписана в рамках круглого столу «Китайські інвестиції в розвиток енергетики України», організованого асоціацією SilkLink. Проєктна потужність —200 МВт. Після завершення будівництва Нікопольська СЕС стане найпотужнішою сонячною електростанцією України та увійде в трійку найбільших у Європі.
Нікопольська СЕС вироблятиме понад 280 млн кВт·год/рік — цього вистачить для забезпечення енергоспоживання 100 тис. домогосподарств. Екологічний ефект від роботи сонячної станції буде полягати у щорічному скороченні викидів в атмосферу на 300 тис. т CO2. Загальні інвестиції в проєкт складуть 230 млн євро.
Угода підписана 6 квітня 2018 року.
Згідно з планом, будівництво Нікопольської СЕС розпочнеться у квітні і буде завершено до кінця 2018 р.
4 жовтня 2018 року будівництво було розпочате. Планується встановити близько 750 тис. сонячних панелей і 80 інверторних станцій центрального типу.
У жовтні 2018 року Китайська Trina Solar Limited повідомила про постачання фотоелектричних модулів загальною потужністю 123 МВт для проєкту сонячної електростанції, що реалізується найбільшим в Україні приватним енергетичним холдингом ДТЕК. Trina Solar уточнює, що проєктна потужність станції, розташованої на околиці Нікополя на Дніпропетровщині, становить 246 МВт.
16 лютого 2019 року електростанцію ТОВ «Солар-Фарм-1» було введено до експлуатації.